# Општина Иљанда (Салаж)
Иљанда (рум. Ileanda) општина је у Румунији у округу Салаж.
Oпштина се налази на надморској висини од 306 m.